# Primer ministro de Barbados
El primer ministro de Barbados es el jefe de Gobierno de Barbados. De acuerdo con la Constitución de 1966, modificada en 2021, el poder ejecutivo recae en el presidente de Barbados y el primer ministro el cual es el responsable real de dichas prerrogativas, convirtiéndose en la máxima autoridad ejecutiva del estado.
Como una antigua colonia británica, Barbados ha heredado gran cantidad de sus instituciones del sistema parlamentario del Reino Unido, en el cual la rama ejecutiva es responsable ante la legislativa. El primer ministro es un miembro electo de la Cámara de la Asamblea que, a juicio del presidente, goza de la confianza mayoritaria de los miembros de esta. Como titular nominal de la autoridad ejecutiva, el presidente tiene la responsabilidad de llevar a cabo las elecciones parlamentarias y de proclamar a uno de los candidatos como primer ministro. Las elecciones para la Cámara de la Asamblea se realizan cada cinco años.
La actual primera ministra es Mia Mottley, del Partido Laborista de Barbados (BLP), quien es además la primera mujer en ocupar el cargo.

## Historia
El antecedente del cargo contemporáneo de primer ministro se remonta al nombramiento de Grantley Herbert Adams como premier de Barbados el 1 de febrero de 1953, cuando a la entonces colonia británica se le concedió el autogobierno interno por parte del Reino Unido. Adams era el líder del Partido Laborista de Barbados, que había obtenido 15 de los 24 escaños de la Cámara de la Asamblea en las elecciones generales de 1951, las primeras bajo sufragio universal. Adams renunció el 17 de abril de 1958 para asumir como primer ministro de la Federación de las Indias Occidentales, asumiendo Hugh Gordon Cummins en su lugar hasta el diciembre de 1961, cuando el BLP perdió las elecciones contra el Partido Democrático Laborista, dando lugar a un nuevo gobierno dirigido por Errol Barrow. Este negoció la independencia total barbadense, la cual fue lograda el 30 de noviembre de 1966. A partir de entonces, el puesto de premier pasó a denominarse primer ministro, aunque sus funciones no se vieron alteradas de modo significativo.
Como tal, tres personas ocuparon el cargo de premier y ocho el de primer ministro (incluyendo a Barrow con el cambio de título). Barrow siguió siendo primer ministro hasta la victoria del BLP en las elecciones de 1976, que llevó a Tom Adams a la jefatura de gobierno. Adams fue el primer primer ministro en morir en el cargo, en marzo de 1985, y fue sucedido por Harold Bernard St. John, que gobernó apenas catorce meses antes de una nueva victoria del BLP que devolvió a Barrow al cargo. El propio Barrow falleció a su vez en junio de 1987, tras un año y dos días de su segundo gobierno. Su sucesor, Lloyd Erskine Sandiford, gobernó hasta 1994, cuando un triunfo del BLP condujo a la elección de Owen Arthur.
Arthur encabezó al BLP en un total de tres victorias electorales consecutivas y gobernó casi catorce años, el primer primer ministro desde la independencia en lograr tal hazaña. El DLP ganó los comicios de 2008 con David Thompson como postulante a primer ministro, asumiendo este el cargo el 16 de enero. Thompson se convirtió en el tercer jefe de gobierno barbadense en morir en el cargo con su fallecimiento, víctima de un cáncer de páncreas, en octubre de 2010, tras una prolongada licencia durante la cual Freundel Stuart ejerció interinamente sus funciones. Después de la muerte de Thompson, Stuart ocupó el cargo en modo definitivo y fue reelegido por estrecho margen en 2013. En las elecciones de 2018, el BLP obtuvo la totalidad de los escaños y su líder, la abogada Mia Mottley, resultó elegida primera ministra, jurando para el cargo el 25 de mayo y convirtiéndose en la primera mujer en ejercer el gobierno en Barbados.

## Responsabilidades
La función constitucional del primer ministro es asesorar al presidente, aconsejar en el nombramiento de los ministros del gobierno y controlar a la mayoría de la Cámara de la Asamblea. Como líder del gobierno nacional, aconseja en el nombramiento de doce de los veintiún escaños del Senado. Aunque el primer ministro es designado por el presidente de Barbados, casi siempre es el líder del partido mayoritario de la Cámara. El primer ministro de Barbados es técnicamente el "primus inter pares" (primero entre pares), cuyo voto en las reuniones del gabinete no tiene mayor peso que el de cualquier otro ministro. En la práctica, el primer ministro domina al gobierno. Otros ministros son nombrados por el presidente, pero con el consejo del primer ministro, y pueden ser destituidos por él en cualquier momento.

## Lista de primeros ministros
- Anexo:Primeros ministros de Barbados